# Jon Carin
Jon Carin (født 21. oktober 1964 i New York) er en amerikansk musiker. Han spiller keyboard, guitar, trommer, bas og er producer. Har både samarbejdet med Roger Waters på dennes solo-tour, de resterende medlemmer af Pink Floyd og med David Gilmour på dennes solo-tour.